# 1278
1278（千二百七十八、一二七八、せんにゃくななじゅうはち）は、自然数また整数において、1277の次で1279の前の数である。

## 性質
- 1278は合成数であり、約数は1, 2, 3, 6, 9, 18, 71, 142, 213, 426, 639, 1278である。
  - 約数の和は2808。
- 285番目のハーシャッド数である。1つ前は1275、次は1296。
  - 18を基とする28番目のハーシャッド数である。1つ前は1188、次は1296。
- 1278 = 2 × 32 × 71
  - 3つの異なる素因数の積で p 2 × q × r の形で表せる105番目の数である。1つ前は1276、次は1284。(オンライン整数列大辞典の数列 A085987)
- 約数の和が1278になる数は1個ある。(1277) 約数の和1個で表せる207番目の数である。1つ前は1266、次は1281。
- 各位の和が18になる62番目の数である。1つ前は1269、次は1287。

## その他 1278 に関連すること
- 西暦1278年
- RKBラジオ福岡局の周波数は1278kHzである。